# Paratemnoides insularis
Paratemnoides insularis är en spindeldjursart som först beskrevs av Banks 1902.  Paratemnoides insularis ingår i släktet Paratemnoides och familjen Atemnidae. Inga underarter finns listade i Catalogue of Life.